# James Joseph Butler

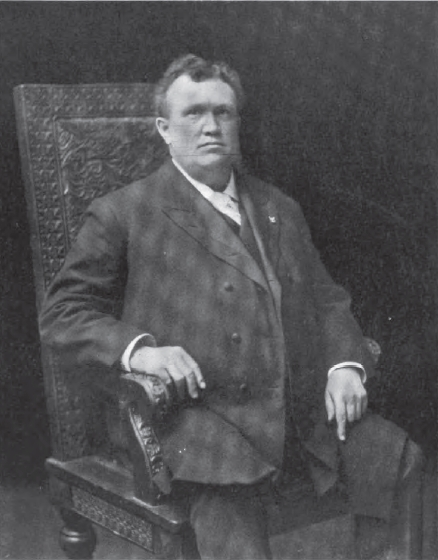
James Joseph Butler (1902)

James Joseph Butler (* 29. August 1862 in St. Louis, Missouri; † 31. Mai 1917 ebenda) war ein US-amerikanischer Politiker. Zwischen 1901 und 1905 vertrat er zwei Mal den Bundesstaat Missouri im US-Repräsentantenhaus.

## Werdegang
James Butler besuchte die öffentlichen Schulen seiner Heimat und absolvierte danach eine Lehre als Schmied. In diesem Beruf hat er dann auch für einige Jahre gearbeitet. Bis 1881 studierte er an der Saint Louis University. Nach einem anschließenden Jurastudium an der Washington University und seiner 1884 erfolgten Zulassung als Rechtsanwalt begann er in St. Louis in seinem neuen Beruf zu arbeiten. Zwischen 1886 und 1894 war Butler städtischer Anwalt in St. Louis. Gleichzeitig begann er als Mitglied der Demokratischen Partei eine politische Laufbahn.
Bei den Kongresswahlen des Jahres 1900 wurde Butler im zwölften Wahlbezirk von Missouri in das US-Repräsentantenhaus in Washington, D.C. gewählt, wo er am 4. März 1901 die Nachfolge von Charles Edward Pearce antrat. Wegen eines Wahleinspruchs wurde sein Sitz am 28. Juni 1902 für vakant erklärt. Nach einer Sonderwahl konnte er das Mandat zwischen dem 4. November 1902 und dem 26. Februar 1903 wieder ausüben. Dann wurde einem neuen Wahleinspruch von George Wagoner stattgegeben, der damit für die letzten Tage der Legislaturperiode zwischen dem 26. Februar und dem 3. März 1903 Kongressabgeordneter wurde. Da Butler aber bei den regulären Wahlen des Jahres 1902 erneut gewählt wurde, konnte er am 4. März 1903 Wagoner wieder ablösen und bis zum 3. März 1905 eine volle Legislaturperiode im US-Repräsentantenhaus absolvieren.
Nach seinem Ausscheiden aus dem Kongress praktizierte James Butler wieder als Anwalt. In den Jahren 1904 und 1908 war er Delegierter zu den jeweiligen Democratic National Conventions. Er starb am 31. Mai 1917 in St. Louis.